# Neva station

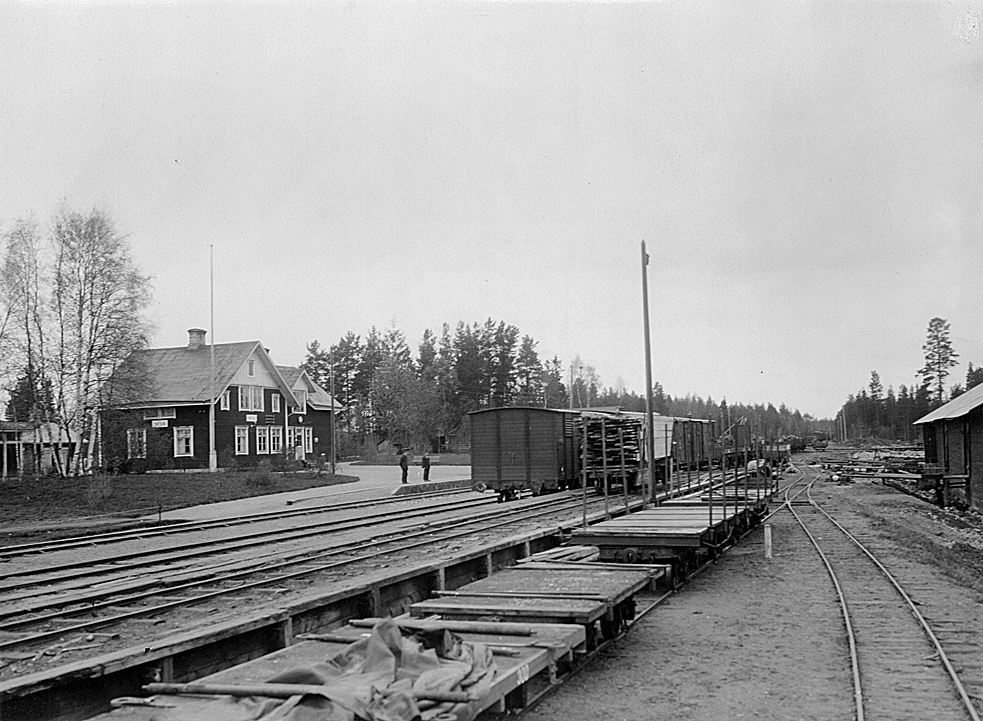
Neva station år 1925

Neva är en by och tidigare järnvägsstation och järnvägsknut utmed Inlandsbanan i nordligaste Filipstads kommun, Värmlands län, men landskapet Dalarna, Sverige. Neva var även den västra ändpunkten för den smalspåriga Hällefors-Fredriksbergs järnvägar (HFJ) mot Hörken och Hällefors. Neva är också den norra ändpunkten för länsväg S 850.

## Historik
Neva station vid Mora-Vänerns Järnväg (MVJ) öppnades 1890 samtidigt med delsträckan Oforsen-Vansbro. Sträckan blev 1917 en del av Inlandsbanan. Neva station anlades enbart för att var en omlastningsstation för en hästbana byggd av Gravendals bruks aktiebolag samma år till Tyfors. Senare byggdes hästbanan om till 802 mm spårvidd och förlängdes till Säfsnäs Järnväg i Fredriksberg, ca 1,5 mil österut. Neva förlorade sin betydelse när omlastningstrafiken och HFJ Fredriksberg–Neva lades ner 1963. Neva station lades ned 1 september 1969 i samband med att persontrafiken på Inlandsbanan mellan Lesjöfors och Mora lades ned. Spåret ligger kvar och används tidvis för dressincykling.